# Vídeo 180°
El vídeo 180°, o VR180, és un nou format de realitat virtual que es limita a oferir un camp de visió de 180°, a diferència dels 360° que ofereix el vídeo 360°. Aquesta proposta d'experiència immersiva va ser presentada per Google l'any 2017, amb la idea que no sempre interessa oferir una perspectiva de 360° de tot el que passa a l'escena, i en alguns casos un camp de visió de 180° ja permet una correcte experiència immersiva. Per tant, només es pot gaudir d'imatge mirant frontalment, i no d'allò que es trobaria darrere de l'usuari.

## Implantació
Els continguts tenen l'aspecte tradicional de "vídeo pla", però al visualitzar-los a partir de diferents ulleres de realitat virtual, com les Google CardBoard, les DayDream o les PSRV, es pot gaudir d'una experiència immersiva 3D.
"Transiten perfectament a una experiència de VR quan es veuen amb Cardboard, Daydream i PSVR, que permeten veure les imatges estil estereoscopi en 3D, on les coses properes semblen estar a prop, i les coses llunyanes semblen estar lluny."
Product Manager de Google VR, Frank Rodriguez.
Google ja ha creat aliances amb fabricants com Lenovo, LG o Yi per tal de treure al mercat càmeres per gravar contingut en aquest format.
Facebook ja havia fet una aproximació a la realitat virtual a partir de la funcionalitat Facebook 360, que permet visualitzar fotografies en 360° a partir d'ulleres de realitat virtual. Amb l'aparició del format de 180°, Facebook ha apostat per aquest format amb fins socials. Aquests vídeos estan disponibles al Feed principal de la xarxa social. 
Aplicacions com Adobe Premiere Pro permeten treballar nativament amb el format perquè els editors d'aquests continguts puguin oferir la millor experiència possible.

## Avantatges respecte el format de 360°
Hi ha diferents avantatges del vídeo en 180° respecte els vídeos de 360°. Primer de tot, no és necessari "enganxar" diferents parts de vídeo fins a crear el vídeo en 360°. A més, aquest format redueix els costos de producció.
VR180 estarà disponible per a transmissions en streaming amb una imatge més nítida que les imatges en 360 graus, ja que mostra només la meitat de l'esfera i en resolució 4K. D'altra banda, la mida dels arxius pot ser menor que els vídeos gravats en 360 graus i, a més, els vídeos poden gravar-se mentre una persona està darrere, sense necessitat que s'amagui per no sortir a la imatge.